# Алфред Колерич
Алфред Колерич (на немски: Alfred Kolleritsch) е австрийски писател, поет и философ. Основател на едно от най-важните съвременни австрийски литературни списания манускрипте.

## Биография
Алфред Колерич израства в дома на лесничей при двореца „Брунзе“. Завършва гимназия с матура през 1950 г. Следва германистика, англицистика, философия, а по-късно и история. От 1958 г. работи като учител в Лайбниц, а през 1963/64 г. – в Академичната гимназия в Грац. През 1964 г. получава научната степен доктор по философия с теза върху Мартин Хайдегер. През 1977 г. преподава един семестър философия в Грацкия университет.

## манускрипте
През 1958 г. Алфред Колерич става съосновател, а от 1968 до 1995 г. президент на Форум Щатпарк в Грац. През 1960 г. създава едно от най-важните австрийски литературни списания манускрипте, в което дава възможност за публикуване преди всичко на експериментални автори. Само една године след основаването му, в списанието са представени писатели не само от „Грацката група“, но и от „Виенската група“. Колерич публикува ръкописи на поети като Освалд Винер или Ернст Яндл и така привлича към тях читателското внимание. Към по-младите автори, които намират в манускрипте първата си възможност за изява, спадат напр. Волфганг Бауер, Барбара Фришмут, Михаел Шаранг, Гюнтер Фалк и Петер Хандке.

## Признание
През 1976 г. Алфред Колерич е включен в директорския съвет на международния фестивал за съвременно изкуство Есен в Щирия. През 1980 г. става член-кореспондент на Немската академия за език и литература в Дармщат. През 1987 г. е член на журито по присъждането на литературната награда „Петрарка“. От 1977 г. е писателски член-кореспондент на Баварската академия на изящните изкуства.

## Награди и отличия
- 1974: Förderungspreis des Landes Steiermark
- 1976: „Литературна награда на провинция Щирия“
- 1978: „Награда Петрарка“
- 1978: „Förderpreis der Stadt Graz“
- 1981: „Награда „манускрипте““
- 1982: „Австрийска награда за художествена литература“
- 1987: „Награда Георг Тракл за поезия“
- 1994: „Австрийска държавна награда за културна публицистика“
- 1997: Prix France Culture
- 1997: „Награда Петер Розегер“
- 1997: Österreichisches Ehrenkreuz für Wissenschaft und Kunst I. Klasse
- 2001: Bürger der Stadt Graz
- 2002: Hanns-Koren-Kulturpreis des Landes Steiermark
- 2005: „Награда Хорст Бинек за поезия“
- 2006: Großes Goldenes Ehrenzeichen des Landes Steiermark mit dem Stern
- 2009: „Награда Франц Набл“[2][3]
- 2013: Ehrenring des Landes Steiermark